# CTerm
CTerm（Clever Terminal）是一个通用仿真终端软件。
主要特点：支持以SSH方式登录BBS；支持鼠标操作；支持图片URL自动识别下载浏览；支持自定义老板键；不支持Zmodem，不能直接上传附件；支持自动登录；支持socks 4、socks 5、http、telnet类型代理。

## 发展历史
原作者陈琦（Clayman是其在白云黄鹤BBS的ID）在1997年开始制作此软件时是华中理工大学（现华中科技大学）的研究生。1997年－1999年发行了多个版本，得到了广泛的欢迎和使用。1999年下半年得到了易得方舟公司的资助，1999年年底发布了Cterm 2000，这是一个得到最广泛使用的版本。
新版本V3.0计划全部重写代码。但是易得方舟公司于2000年倒闭。作者此时发布的V3.0虽然增加了很多新特性，但是仍然充满了Bug，未得到用户的广泛使用。而此时作者又是研究生毕业了，没有时间和精力继续开发。陈琦曾与Dian合作出版了一本介绍BBS和Cterm的书：《BBS与Cterm问答精粹》。
第二任作者Flier Lu（小海）是华中师范大学计算机系1997级学生。2001年上半年接手开发工作，当年5月发布了Cterm III（得到Fanso易得方舟公司的赞助）。做了大量的改进工作。但是发行的版本仍然不大稳定，未得到用户支持。Flier Lu于2002年停止了开发工作。
第三任作者Bat Li于2003年12月接手了CTerm的开发工作，并于2004年起陆续推出了新版本。2004年4月另一位新作者Nullspace加入了开发工作。2004年7月发行的V3.1是复出后第一个稳定的发行版本。

## 版本特性
CTerm至现在为止，虽然不支持Zmodem（term附件上传）等功能，但与Fterm和Sterm等同类软件相比也非常流行。CTerm更新速度比较快，从3.300版开始，CTerm已经通过PuTTY的plink实现了SSH登录BBS功能。同时支持socks 4、socks 5、http、telnet类型代理连接，并且速度非常快，因而亦得到了用户的广泛支持。
主要特点有：
- 引入了“最喜爱的站点”功能，只要在地址簿设置好，以后就可以方便快捷地连接这些最喜爱的站点。
- 可以自定义老板键。
- 支持自动登录，甚至自动穿梭登录。
- 图片URL自动识别并下载浏览。
- 有大量的快捷键，在右手使用鼠标的时候可以使用左手操作一批Alt键为主的快捷键。
- CTerm支持鼠标点击版面上方的功能按钮及文章末尾的“同主题阅读”[2]，可以把BBS页面上的“发表文章”等功能识别为URL而点击使用。
- 通过增强的F5-F8快捷键功能，简化了文章发表、回复、写完发表、快速发文等操作。
- URL识别功能很强，可以识别含有中文的URL和折行URL[2]，可以把选中文字作为URL打开。
- 有单篇文章下载、讨论区批量文章下载、精华区文章全部下载等特殊功能。
- 由于CTerm原创作者是白云黄鹤站的网友，CTerm在版面内按F5键发表文章时，弹出的对话框中有一个“上传附件”按钮，是专供在白云黄鹤站中上传附件用的。[2]
- Cterm在处理“Ptt BBS”软件架设的BBS时，会出现鼠标失灵的现象。[3]